# Oxydia straminea
Oxydia straminea är en fjärilsart som beskrevs av W. Warren 1897. Oxydia straminea ingår i släktet Oxydia och familjen mätare. Inga underarter finns listade i Catalogue of Life.